# Chevrolet Kingswood
La Kingswood è un'autovettura full-size prodotta dalla Chevrolet dal 1959 al 1960 e dal 1969 al 1972. Nel primo periodo fu basata sul pianale A, mentre nel secondo venne costruita sulla piattaforma B del gruppo General Motors. Dal 1969 al 1972 ne fu prodotta una versione più lussuosa a cui fu dato il nome di Kingswood Estate.

## Storia

### 1959-1960
Il modello, che aveva il motore installato anteriormente e la trazione posteriore, fu commercializzata solo in versione familiare cinque porte. Nel primo periodo in cui fu in commercio, la vettura venne dotata di un motore a sei cilindri in linea da 3,9 L di cilindrata oppure di un V8 da 4,6 L o da 5,7 L. Nella gamma Chevrolet era collocata tra la più economica Brookwood e la più lussuosa Nomad.

### 1969-1972
Dal 1969 al 1972 la Kingswood fu sostanzialmente la versione familiare della Impala. Era disponibile con motore V8 da 5,7 L, 6,6 L o 7,4 L. Nella gamma Chevrolet, questa serie di Kingwood era collocata sopra le più economiche Townsman e Brookwood, e sotto la più lussuosa Kingswood Estate. Quest'ultima, che fu prodotta dal 1969 al 1972, era dotata, rispetto alla Kingswood, di interni più ricercati e di pannelli in finto legno sulle fiancate. La Kingswood era disponibile in versione a sei e nove posti. Su richiesta, su quest'ultima era disponibile il lunotto ripiegabile elettricamente, mentre dal 1971 al 1972 erano offerti, su entrambe le versioni, gli alzacristalli elettrici.